# Hang on Little Tomato
Hang on Little Tomato es el segundo álbum de la banda Pink Martini, lanzado en 2004. Mezcla elementos de las orquestas de baile cubanas, una orquesta clásica de cámara, una de pasacalles brasileña y de música para cine negro japonés. 

## Canciones
1. «Let's Never Stop Falling In Love» - 3:03
2. «Anna (El Negro Zumbon)» - 2:37
3. «Hang On Little Tomato» - 3:17
4. «The Gardens Of Sampson & Beasley» - 4:01
5. «Veronique» - 3:19
6. «Dansez-vous» - 2:53
7. «Lilly» - 2:44
8. «Autrefois» - 3:38
9. «U Plavu Zoru» - 6:01
10. «Clementine» - 3:51
11. «Una Notte A Napoli» - 4:45
12. «Kikuchiyo To Mohshimasu» - 4:32
13. «Aspettami» - 3:39
14. «Song Of The Black Swan» - 2:11

- Datos: Q5647831